# Schas-hotep
Schas-hotep, in Eigennamenschreibweise Schashotep, ist der altägyptische Name einer Stadt im 11. Gau von Oberägypten. Der Ort wird zum ersten Mal in einem Text der Ersten Zwischenzeit genannt.
Im Mittleren Reich war es die Hauptstadt des Gaues. Die Griechen nannten den Ort Hypselis. Im Ort wurde Chnum, als „Chnum, Herr von  Schas-hotep“ verehrt. Schas-hotep ist mit dem heutigen Shutb gleichzusetzen. Von der alten Stadt sind bisher keine Reste gefunden worden. Die Nekropolen der Stadt befinden sich beim heutigen Rifeh.
Zwei Statthalter aus dem Mittleren Reich, die hier residierten sind namentlich bekannt: Neferchnum und Nachtanch.
Zurückgehend auf einen untergegangenen Bischofssitz in der antiken Stadt ist Hypselis heute ein Titularbistum der römisch-katholischen Kirche.